# Vlaggen (liturgisch)
Het zwaaien met vlaggen, ook wel kortweg het vlaggen genoemd, gebeurt vaak bij diensten van charismatische kerken en gemeenten.
De vlaggen wordt tijdens de vieringen gezien als symbool voor een mijlpaal, of herdenking binnen het christelijke geloof. Het vlaggen in de viering vindt meestal plaats tijdens het zingen van de aanbiddingsliederen. Gedeelten uit de Bijbel die hiernaar verwijzen zijn onder andere:
- Jesaja 5:26 - Daarom heft Hij een banier op voor het volk in de verte...
- Psalm 20:6 - Wij willen juichen over uw overwinning, en in de naam van onze God de vlaggen opsteken.
- Psalm 60:6 - Gij hebt hun die U vrezen, een banier gegeven, om zich bijeen te scharen vanwege de boogschutters.

De kleuren van de vlaggen kunnen een speciale betekenis hebben. Hieronder een overzicht van de gebruikte kleuren en de betekenis van deze kleur binnen de charismatische beweging:
| Kleur         | Betekenis(sen)                                                         |
| ------------- | ---------------------------------------------------------------------- |
| Rood          | Vergeving, genezing (bevrijding), vrede met God, overwinning           |
| Groen         | Leven, genezing, hoop, herstel, bevrijding                             |
| Wit           | Reiniging, heiliging, vrede (door overgave), lichaam van Christus      |
| Geel          | Vreugde, blijdschap, roeping, Gods Woord                               |
| Paars, Purper | Offer van Jezus, macht en autoriteit, overwinning (koningschap)        |
| Blauw         | Geestelijke kracht, De Heilige Geest                                   |
| Goud          | Gods aanwezigheid, loutering, zuivering, lofprijzing                   |
| Zilver        | Gods voorziening, loutering, zuivering, verlossing, onze gaven aan Hem |
| Koper, Brons  | Bekering, verootmoediging, vergeving, reiniging                        |
| Regenboog     | Verbondstrouw                                                          |